# Braux (Aube)
Braux é uma comuna francesa na região administrativa de Grande Leste, no departamento de Aube. Estende-se por uma área de 15,21 km². Em 2010 a comuna tinha 117 habitantes (densidade: 7,7 hab./km²).